# Vălari, Hunedoara
Vălari este un sat în comuna Toplița din județul Hunedoara, Transilvania, România. Se află în partea de vest a județului, în Munții Poiana Ruscă.

## Lăcașuri de cult
În sat se află două biserici, biserica de lemn veche, în partea de jos a satului, și o biserică de lemn mai nouă, din 1936, în partea de sus a satului.